# Carol Birch
Carol Birch (* 1951 in Manchester) ist eine britische Schriftstellerin.

## Leben
Carol Birch studierte von 1968 bis 1972 an der Keele University Anglistik und Amerikanistik. Nach ihrem Studium ging sie nach London, um für die English Folk Dance and Song Society zu arbeiteten. Kurze Zeit später zog sie mit ihrem Mann nach West-Irland, wo sie ihren ersten Roman Life in the Palace schrieb, für den sie den David Higham Award für das beste Debüt des Jahres gewann. Mit ihrem zweiten Roman The Fog Line (dt.: Am Rand der Dämmerung) gewann sie den Geoffrey Faber Memorial Prize.
Nach acht Jahren kehrte Birch nach London zurück, ihr Aufenthalt in Irland hatte jedoch weiterhin thematischen Einfluss auf ihr Werk, wie etwa in Songs of the West, wo sie das Leben in einem kleinen irischen Dorf beschreibt, oder in The Naming of Eliza Quinn, in dem sie die große Hungersnot in Irland Mitte des 19. Jahrhunderts thematisiert.
Mit ihrem aktuellen und mittlerweile 11. Roman Jamrach's Menagerie (dt.: Der Atem der Welt) stand Birch auf der Shortlist des Man Booker Prize 2011, dem wichtigsten britischen Literaturpreis. 
Zurzeit lebt sie mit ihrer Familie in Lancaster.

## Veröffentlichungen
- Life in the Palace. Roman. 1988.
- The Fog Line. Roman. 1989. 
  - Deutsch: Am Rand der Dämmerung. Aus dem Englischen von Mechtild Sandberg-Ciletti, dtv, München 1999.
- The Unmaking. Roman. 1992.
- Songs of the West. Roman. 1994.
  - Deutsch: Frau am Meer. Aus dem Englischen von Mechtild Sandberg-Ciletti, dtv, München 1996.
- Little Sister. Roman. 1998.
  - Deutsch: Die verlorene Schwester. Aus dem Englischen von Mechtild Sandberg-Ciletti, dtv, München 2004.
- Come Back, Paddy Riley. Roman. 1999.
- Turn Again Home. Roman. 2003.
- In a Certain Light. Roman. 2004.
- The Naming of Eliza Quinn. Roman. 2005.
- Scapegallows. Roman. 2007.
- Jamrach's Menagerie. Roman. 2011.
  - Deutsch: Der Atem der Welt. Aus dem Englischen von Christel Dormagen, Insel Verlag, Berlin 2012, ISBN 978-3-458-17544-5.